# Wybory prezydenckie w Niemczech w 1964 roku
Wybory prezydenckie w Niemczech w 1964 roku odbyły się 1 lipca. Zgodnie z konstytucją prezydenta wybierało Zgromadzenie Federalne złożone z deputowanych Bundestagu oraz w równej liczbie elektorów wybranych przez parlamenty lokalne (Landtagi). Z 1042 głosów Heinrich Lübke otrzymał 710 głosów. Został wybrany na prezydenta już w pierwszej rundzie głosowania. Tym samym stał się drugą osobą w historii RFN, która po raz drugi z rzędu została wybrana Prezydentem Federalnym.

## Wyniki
| Kandydat       | Partia | I tura        | I tura  |
| Kandydat       | Partia | Liczba głosów | Procent |
| -------------- | ------ | ------------- | ------- |
| Heinrich Lübke | CDU    | 710           | 68,1    |
| Ewald Bucher   | FDP    | 123           | 11,8    |

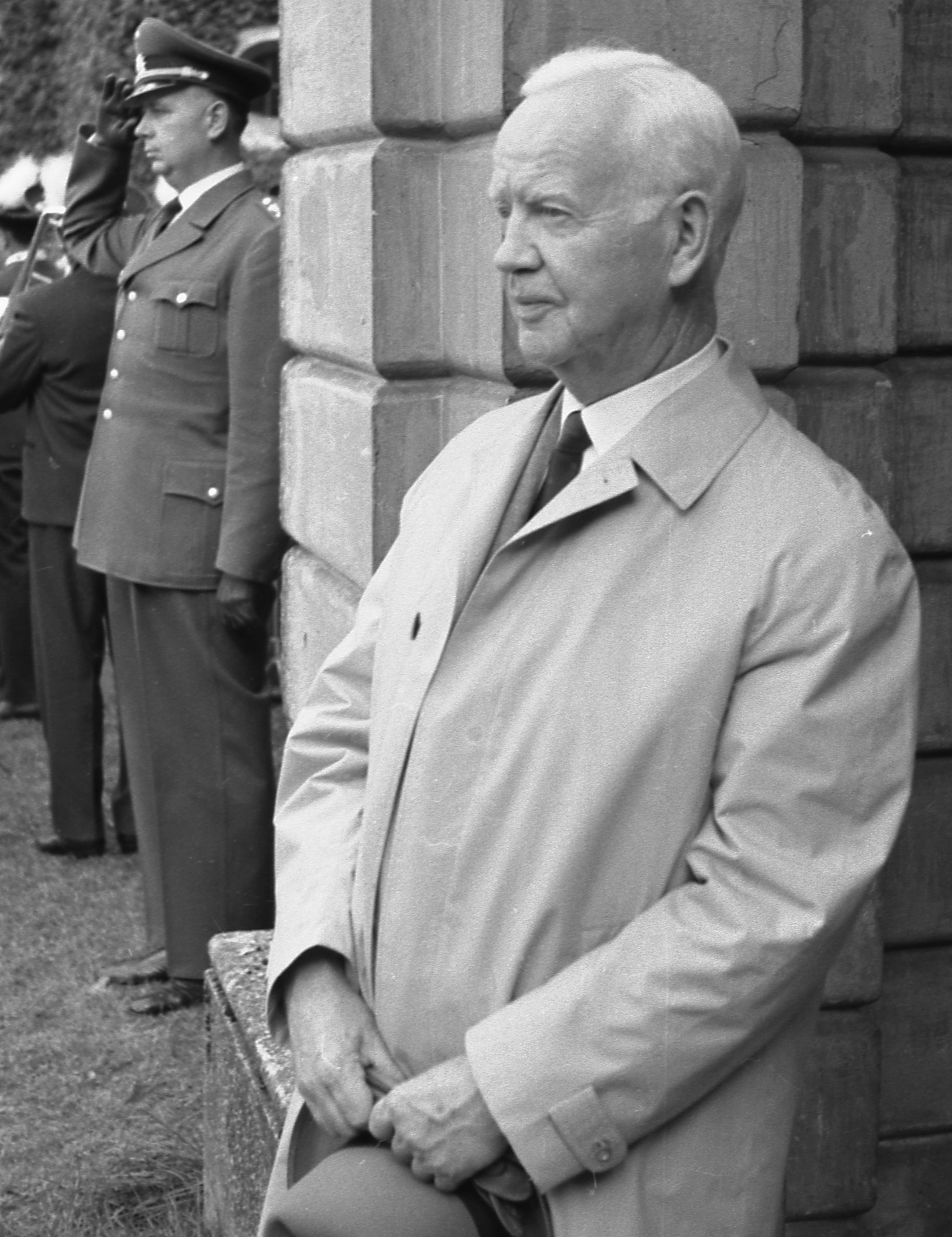
Heinrich Lübke – urzędujący prezydent
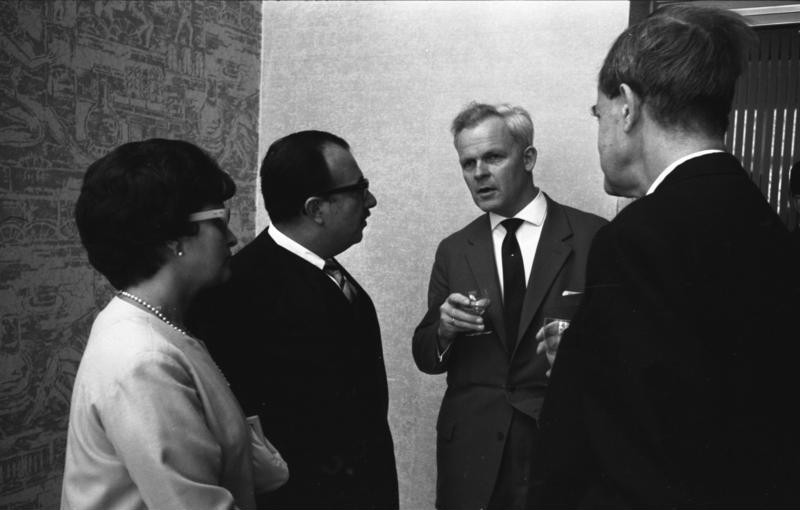
Ewald Bucher – kandydat FDP